# Чёрный Шингарь

Чёрный Шингарь — река в России, протекает в Вологодской области, в Междуреченском районе. Чёрный Шингарь — левая составляющая реки Шингарь, образует её сливаясь с Белым Шингарём в деревне Пустошново (Сельское поселение Ботановское). Длина реки - 21 км.
Исток Чёрного Шингаря находится в Колотовском болоте в 31 км к юго-западу от районного центра, села Шуйское. Здесь проходит водораздел бассейнов Белого и Каспийского морей, рядом с истоком Чёрного Шингаря находится исток реки Шилекша (бассейн Волги).
Чёрный Шингарь течёт на северо-запад в лесах, крупных притоков нет, за 5 км до слияния с Белым Шингарём в деревне Пустошново протекает деревню Дьяконово и покинутую деревню Славянка.

## Данные водного реестра
По данным государственного водного реестра России относится к Двинско-Печорскому бассейновому округу, водохозяйственный участок реки — Северная Двина от начала реки до впадения реки Вычегда, без рек Юг и Сухона (от истока до Кубенского гидроузла), речной подбассейн реки — Сухона. Речной бассейн реки — Северная Двина.
По данным геоинформационной системы водохозяйственного районирования территории РФ, подготовленной Федеральным агентством водных ресурсов:
- Код водного объекта в государственном водном реестре — 03020100312103000007001
- Код по гидрологической изученности (ГИ) — 103000700
- Код бассейна — 03.02.01.003
- Номер тома по ГИ — 03
- Выпуск по ГИ — 0